# Bouzic
Bouzic település Franciaországban, Dordogne megyében. Lakosainak száma 154 fő (2022. január 1.). Bouzic Saint-Martial-de-Nabirat, Campagnac-lès-Quercy, Daglan és Florimont-Gaumier községekkel határos.

## Népesség
A település népességének változása:
| Lakosok száma | 148  | 128  | 133  | 134  | 149  | 152  | 151  | 150  | 150  | 154  |
|               | 1968 | 1982 | 1990 | 2006 | 2013 | 2015 | 2017 | 2019 | 2020 | 2022 |